# Campeonato de Fútbol de Costa Rica 1974
La temporada 1974 de la Primera División fue la 55.ª edición de la máxima categoría del sistema de Ligas costarricenses de fútbol.

## Sistema de competición
El Campeonato Nacional de la Primera División se disputó a cuatro vueltas, divididas en dos etapas de dos vueltas cada una. Se utilizó el sistema de todos contra todos, con partidos de visita recíproca y taquillas propias.
En cada etapa clasificarían los dos equipos con mayor puntuación para disputar el título de campeón. La asignación de puntos se realizó conforme al siguiente criterio: dos puntos por partido ganado, uno por empate y cero en caso de derrota.
En esta edición, un mismo equipo finalizó en el primer lugar de ambas etapas, por lo que fue proclamado campeón nacional de forma automática. En consecuencia, no fue necesario disputar las series finales previstas en caso de que los clasificados hubieran sido distintos.
Escenarios contemplados en el reglamento, pero que no se aplicaron, fueron los siguientes:
- Si los equipos clasificados en la segunda etapa eran distintos a los de la primera, se debía disputar un torneo extra a una sola vuelta entre los cuatro clasificados, con taquilla compartida (55 % para el ganador, 45 % para el perdedor; en caso de empate, 50 % para cada uno). Ese torneo definiría los puestos del 1.º al 4.º según la puntuación obtenida.

- Si uno de los clasificados de la segunda etapa también lo había sido en la primera, se debía realizar una triangular para definir al campeón, subcampeón y tercer lugar.

- Si los dos clasificados de la segunda etapa coincidían con los de la primera, se establecía una final a dos partidos. En caso de empate en puntos tras ambos juegos, se disputaría un tercer partido, y de persistir la igualdad, se jugarían dos tiempos extra de quince minutos. Si aún no se rompía el empate, se procedía a una tanda de penales conforme a las reglas de la FIFA.

Inicialmente, se había establecido que el equipo con menor cantidad de puntos sumando ambas etapas descendería automáticamente a la Segunda División. Sin embargo, durante el transcurso del campeonato se tomó la decisión de congelar el descenso, por lo que ningún equipo perdió la categoría esta temporada. A pesar de ello, se mantuvo el conteo acumulado de puntos para efectos estadísticos y de planificación futura.
En caso de empate en puntos, se aplicaban los siguientes criterios de desempate:
1. Gol promedio particular entre los equipos empatados.
2. Gol promedio general.
3. Sorteo entre los equipos implicados.

Los equipos campeón y subcampeón fueron designados para representar al fútbol nacional en los torneos de campeones y subcampeones de la Concacaf, el Campeonato Centroamericano de la Fraternidad, y otras competiciones internacionales que el Comité Director estimara convenientes.

## Información de los equipos
Tomaron parte en el torneo ocho clubes.
| Equipo      | Ciudad    | Estadio          |
| ----------- | --------- | ---------------- |
| Alajuelense | Alajuela  | Morera Soto      |
| Cartaginés  | Cartago   | "Fello" Meza     |
| Herediano   | Heredia   | Rosabal Cordero  |
| Limonense   | Limón     | Juan Gobán       |
| México      | San José  | Nacional         |
| Ramonense   | San Ramón | Guillermo Vargas |
| Saprissa    | Tibás     | Ricardo Saprissa |
| Universidad | San José  | "Pipilo" Umaña   |

### Relevo de plazas
| Descendido a Segunda División |
| ----------------------------- |
| Municipal Turrialba           |

| Ascendido de Segunda División |
| ----------------------------- |
| Universidad de Costa Rica     |

## Clasificación

### Primera etapa
| Pos. | Equipo                    | Pts. | PJ | G | E | P  | GF | GC | Dif. | Notas                      |
| ---- | ------------------------- | ---- | -- | - | - | -- | -- | -- | ---- | -------------------------- |
| 1    | Deportivo Saprissa        | 22   | 14 | 9 | 4 | 1  | 24 | 10 | +14  | Clasifica a la ronda final |
| 2    | C. S. Herediano           | 20   | 14 | 7 | 6 | 1  | 24 | 14 | +10  | Clasifica a la ronda final |
| 3    | L. D. Alajuelense         | 20   | 14 | 8 | 4 | 2  | 20 | 11 | +9   |                            |
| 4    | C. S. Cartaginés          | 12   | 14 | 3 | 6 | 5  | 12 | 14 | −2   |                            |
| 5    | A. D. Limonense           | 12   | 14 | 4 | 4 | 6  | 16 | 19 | −3   |                            |
| 6    | Universidad de Costa Rica | 12   | 14 | 4 | 4 | 6  | 17 | 22 | −5   |                            |
| 7    | Deportivo México          | 8    | 14 | 2 | 4 | 8  | 12 | 22 | −10  |                            |
| 8    | A. D. Ramonense           | 6    | 14 | 2 | 2 | 10 | 11 | 24 | −13  |                            |

 Fuente: La República
Criterios de clasificación: Puntos · Diferencia de goles · Goles a favor

### Segunda etapa
| Pos. | Equipo                    | Pts. | PJ | G | E | P | GF | GC | Dif. | Notas                      |
| ---- | ------------------------- | ---- | -- | - | - | - | -- | -- | ---- | -------------------------- |
| 1    | Deportivo Saprissa        | 20   | 14 | 8 | 4 | 2 | 23 | 11 | +12  | Clasifica a la ronda final |
| 2    | C. S. Herediano           | 19   | 14 | 8 | 3 | 3 | 26 | 10 | +16  | Clasifica a la ronda final |
| 3    | L. D. Alajuelense         | 17   | 14 | 6 | 5 | 3 | 24 | 19 | +5   |                            |
| 4    | A. D. Limonense           | 14   | 14 | 6 | 2 | 6 | 19 | 21 | −2   |                            |
| 5    | C. S. Cartaginés          | 13   | 14 | 5 | 3 | 6 | 22 | 21 | +1   |                            |
| 6    | Deportivo México          | 11   | 14 | 4 | 3 | 7 | 18 | 24 | −6   |                            |
| 7    | Universidad de Costa Rica | 11   | 14 | 4 | 3 | 7 | 17 | 27 | −10  |                            |
| 8    | A. D. Ramonense           | 7    | 14 | 2 | 3 | 9 | 17 | 33 | −16  |                            |

 Fuente: La República
Criterios de clasificación: Puntos · Diferencia de goles · Goles a favor

### Tabla general
| Pos. | Equipo                    | Pts. | PJ | G  | E | P  | GF | GC | Dif. | Notas |
| ---- | ------------------------- | ---- | -- | -- | - | -- | -- | -- | ---- | ----- |
| 1    | Deportivo Saprissa (C)    | 42   | 28 | 17 | 8 | 3  | 47 | 21 | +26  |       |
| 2    | C. S. Herediano           | 39   | 28 | 15 | 9 | 4  | 50 | 24 | +26  |       |
| 3    | L. D. Alajuelense         | 37   | 28 | 14 | 9 | 5  | 44 | 30 | +14  |       |
| 4    | A. D. Limonense           | 26   | 28 | 10 | 6 | 12 | 35 | 40 | −5   |       |
| 5    | C. S. Cartaginés          | 25   | 28 | 8  | 9 | 11 | 34 | 35 | −1   |       |
| 6    | Universidad de Costa Rica | 23   | 28 | 8  | 7 | 13 | 34 | 49 | −15  |       |
| 7    | Deportivo México          | 19   | 28 | 6  | 7 | 15 | 29 | 45 | −16  |       |
| 8    | A. D. Ramonense           | 13   | 28 | 4  | 5 | 19 | 28 | 57 | −29  |       |

 Fuente: La República
Criterios de clasificación: Puntos · Diferencia de goles · Goles a favor
|                                        |
|                                        |
| Campeón Deportivo Saprissa 12.º título |

## Resultados
El calendario de los partidos se dio a conocer el 19 de febrero de 1974. Los horarios corresponden al tiempo de Costa Rica (UTC-6).
| Jornada 1   | Jornada 1 | Jornada 1 | Jornada 1        | Jornada 1   | Jornada 1 |
| Local       | Resultado | Visitante | Estadio          | Fecha       | Hora      |
| ----------- | --------- | --------- | ---------------- | ----------- | --------- |
| Saprissa    | 2 - 1     | México    | Ricardo Saprissa | 6 de marzo  | 20:00     |
| Universidad | 1 - 1     | Herediano | "Pipilo" Umaña   | 10 de marzo | 11:00     |
| Alajuelense | 2 - 1     | Ramonense | Morera Soto      | 10 de marzo | 11:00     |
| Cartaginés  | 0 - 0     | Limonense | "Fello" Meza     | 14 de abril | 11:00     |

| Jornada 2   | Jornada 2 | Jornada 2   | Jornada 2        | Jornada 2   | Jornada 2 |
| Local       | Resultado | Visitante   | Estadio          | Fecha       | Hora      |
| ----------- | --------- | ----------- | ---------------- | ----------- | --------- |
| Herediano   | 1 - 1     | Cartaginés  | Rosabal Cordero  | 16 de marzo | 20:00     |
| Alajuelense | 1 - 0     | Saprissa    | Nacional         | 17 de marzo | 11:00     |
| Ramonense   | 0 - 1     | Universidad | Guillermo Vargas | 17 de marzo | 11:00     |
| Limonense   | 0 - 0     | México      | Juan Gobán       | 17 de marzo | 11:00     |

| Jornada 3   | Jornada 3 | Jornada 3   | Jornada 3        | Jornada 3   | Jornada 3 |
| Local       | Resultado | Visitante   | Estadio          | Fecha       | Hora      |
| ----------- | --------- | ----------- | ---------------- | ----------- | --------- |
| México      | 1 - 3     | Herediano   | Nacional         | 20 de marzo | 20:00     |
| Saprissa    | 1 - 0     | Limonense   | Ricardo Saprissa | 23 de marzo | 11:00     |
| Universidad | 3 - 3     | Alajuelense | Nacional         | 24 de marzo | 11:00     |
| Cartaginés  | 1 - 0     | Ramonense   | "Fello" Meza     | 24 de marzo | 11:00     |

| Jornada 4   | Jornada 4 | Jornada 4  | Jornada 4        | Jornada 4   | Jornada 4 |
| Local       | Resultado | Visitante  | Estadio          | Fecha       | Hora      |
| ----------- | --------- | ---------- | ---------------- | ----------- | --------- |
| Alajuelense | 2 - 1     | Cartaginés | Nacional         | 27 de marzo | 20:00     |
| Universidad | 0 - 1     | Saprissa   | Nacional         | 31 de marzo | 11:00     |
| Ramonense   | 2 - 1     | México     | Guillermo Vargas | 31 de marzo | 11:00     |
| Herediano   | 2 - 1     | Limonense  | Rosabal Cordero  | 31 de marzo | 11:00     |

| Jornada 5   | Jornada 5 | Jornada 5   | Jornada 5        | Jornada 5   | Jornada 5 |
| Local       | Resultado | Visitante   | Estadio          | Fecha       | Hora      |
| ----------- | --------- | ----------- | ---------------- | ----------- | --------- |
| Limonense   | 2 - 1     | Ramonense   | Juan Gobán       | 7 de abril  | 11:00     |
| Cartaginés  | 3 - 1     | Universidad | "Fello" Meza     | 7 de abril  | 11:00     |
| Saprissa    | 2 - 2     | Herediano   | Ricardo Saprissa | 17 de abril | 20:00     |
| Alajuelense | 0 - 1     | México      | Morera Soto      | 17 de abril | 20:00     |

| Jornada 6   | Jornada 6 | Jornada 6 | Jornada 6        | Jornada 6   | Jornada 6 |
| Local       | Resultado | Visitante | Estadio          | Fecha       | Hora      |
| ----------- | --------- | --------- | ---------------- | ----------- | --------- |
| Alajuelense | 5 - 1     | Limonense | Morera Soto      | 20 de abril | 20:00     |
| Cartaginés  | 1 - 2     | Saprissa  | Rosabal Cordero  | 21 de abril | 11:00     |
| Universidad | 1 - 1     | México    | "Pipilo" Umaña   | 21 de abril | 11:00     |
| Ramonense   | 1 - 1     | Herediano | Guillermo Vargas | 21 de abril | 11:00     |

| Jornada 7 | Jornada 7 | Jornada 7   | Jornada 7        | Jornada 7   | Jornada 7 |
| Local     | Resultado | Visitante   | Estadio          | Fecha       | Hora      |
| --------- | --------- | ----------- | ---------------- | ----------- | --------- |
| Saprissa  | 5 - 0     | Ramonense   | Ricardo Saprissa | 24 de abril | 20:00     |
| México    | 1 - 1     | Cartaginés  | "Fello" Meza     | 28 de abril | 11:00     |
| Herediano | 1 - 1     | Alajuelense | Rosabal Cordero  | 28 de abril | 11:00     |
| Limonense | 4 - 1     | Universidad | Juan Gobán       | 28 de abril | 11:00     |

| Jornada 8 | Jornada 8 | Jornada 8   | Jornada 8        | Jornada 8   | Jornada 8 |
| Local     | Resultado | Visitante   | Estadio          | Fecha       | Hora      |
| --------- | --------- | ----------- | ---------------- | ----------- | --------- |
| Herediano | 2 - 1     | Universidad | Rosabal Cordero  | 5 de mayo   | 11:00     |
| Ramonense | 0 - 1     | Alajuelense | Guillermo Vargas | 5 de mayo   | 11:00     |
| México    | 1 - 2     | Saprissa    | Nacional         | 9 de junio  | 11:00     |
| Limonense | 1 - 0     | Cartaginés  | Juan Gobán       | 23 de junio | 11:00     |

| Jornada 9   | Jornada 9 | Jornada 9   | Jornada 9      | Jornada 9   | Jornada 9 |
| Local       | Resultado | Visitante   | Estadio        | Fecha       | Hora      |
| ----------- | --------- | ----------- | -------------- | ----------- | --------- |
| Universidad | 2 - 1     | Ramonense   | "Pipilo" Umaña | 23 de junio | 11:00     |
| México      | 0 - 0     | Limonense   | Nacional       | 30 de junio | 11:00     |
| Cartaginés  | 1 - 3     | Herediano   | "Fello" Meza   | 30 de junio | 11:00     |
| Saprissa    | 1 - 1     | Alajuelense | Nacional       | 14 de julio | 11:00     |

| Jornada 10  | Jornada 10 | Jornada 10  | Jornada 10       | Jornada 10  | Jornada 10 |
| Local       | Resultado  | Visitante   | Estadio          | Fecha       | Hora       |
| ----------- | ---------- | ----------- | ---------------- | ----------- | ---------- |
| Limonense   | 1 - 2      | Saprissa    | Juan Gobán       | 5 de mayo   | 11:00      |
| Herediano   | 3 - 0      | México      | Rosabal Cordero  | 15 de mayo  | 20:00      |
| Alajuelense | 1 - 0      | Universidad | Nacional         | 18 de mayo  | 20:00      |
| Ramonense   | 1 - 1      | Cartaginés  | Guillermo Vargas | 14 de julio | 11:00      |

| Jornada 11 | Jornada 11 | Jornada 11  | Jornada 11       | Jornada 11 | Jornada 11 |
| Local      | Resultado  | Visitante   | Estadio          | Fecha      | Hora       |
| ---------- | ---------- | ----------- | ---------------- | ---------- | ---------- |
| México     | 4 - 2      | Ramonense   | Nacional         | 22 de mayo | 20:00      |
| Cartaginés | 0 - 0      | Alajuelense | "Fello" Meza     | 26 de mayo | 11:00      |
| Saprissa   | 3 - 0      | Universidad | Ricardo Saprissa | 26 de mayo | 11:00      |
| Limonense  | 3 - 2      | Herediano   | Juan Gobán       | 26 de mayo | 11:00      |

| Jornada 12  | Jornada 12 | Jornada 12  | Jornada 12       | Jornada 12 | Jornada 12 |
| Local       | Resultado  | Visitante   | Estadio          | Fecha      | Hora       |
| ----------- | ---------- | ----------- | ---------------- | ---------- | ---------- |
| México      | 1 - 2      | Alajuelense | Nacional         | 29 de mayo | 20:00      |
| Herediano   | 1 - 1      | Saprissa    | Rosabal Cordero  | 2 de junio | 11:00      |
| Ramonense   | 2 - 1      | Limonense   | Guillermo Vargas | 2 de junio | 11:00      |
| Universidad | 1 - 0      | Cartaginés  | "Pipilo" Umaña   | 2 de junio | 11:00      |

| Jornada 13 | Jornada 13 | Jornada 13  | Jornada 13       | Jornada 13  | Jornada 13 |
| Local      | Resultado  | Visitante   | Estadio          | Fecha       | Hora       |
| ---------- | ---------- | ----------- | ---------------- | ----------- | ---------- |
| Herediano  | 1 - 0      | Ramonense   | Rosabal Cordero  | 9 de junio  | 11:00      |
| Limonense  | 0 - 1      | Alajuelense | Juan Gobán       | 9 de junio  | 11:00      |
| Saprissa   | 1 - 1      | Cartaginés  | Ricardo Saprissa | 13 de junio | 20:00      |
| México     | 0 - 3      | Universidad | Rosabal Cordero  | 10 de julio | 20:00      |

| Jornada 14  | Jornada 14 | Jornada 14 | Jornada 14       | Jornada 14  | Jornada 14 |
| Local       | Resultado  | Visitante  | Estadio          | Fecha       | Hora       |
| ----------- | ---------- | ---------- | ---------------- | ----------- | ---------- |
| Ramonense   | 0 - 1      | Saprissa   | Guillermo Vargas | 16 de junio | 11:00      |
| Cartaginés  | 1 - 0      | México     | "Fello" Meza     | 16 de junio | 11:00      |
| Universidad | 2 - 2      | Limonense  | "Pipilo" Umaña   | 16 de junio | 11:00      |
| Alajuelense | 0 - 1      | Herediano  | Morera Soto      | 23 de junio | 11:00      |

| Jornada 15  | Jornada 15 | Jornada 15 | Jornada 15       | Jornada 15       | Jornada 15 |
| Local       | Resultado  | Visitante  | Estadio          | Fecha            | Hora       |
| ----------- | ---------- | ---------- | ---------------- | ---------------- | ---------- |
| Alajuelense | 1 - 1      | Ramonense  | Morera Soto      | 21 de julio      | 11:00      |
| Saprissa    | 1 - 1      | México     | Ricardo Saprissa | 11 de agosto     | 11:00      |
| Cartaginés  | 2 - 0      | Limonense  | "Fello" Meza     | 18 de agosto     | 11:00      |
| Universidad | 0 - 2      | Herediano  | "Pipilo" Umaña   | 22 de septiembre | 11:00      |

| Jornada 16  | Jornada 16 | Jornada 16  | Jornada 16       | Jornada 16       | Jornada 16 |
| Local       | Resultado  | Visitante   | Estadio          | Fecha            | Hora       |
| ----------- | ---------- | ----------- | ---------------- | ---------------- | ---------- |
| Herediano   | 3 - 0      | Cartaginés  | Rosabal Cordero  | 7 de agosto      | 20:00      |
| Ramonense   | 1 - 2      | Universidad | Guillermo Vargas | 18 de agosto     | 11:00      |
| Limonense   | 3 - 0      | México      | Juan Gobán       | 1 de septiembre  | 11:00      |
| Alajuelense | 1 - 5      | Saprissa    | Nacional         | 15 de septiembre | 11:00      |

| Jornada 17  | Jornada 17 | Jornada 17  | Jornada 17       | Jornada 17       | Jornada 17 |
| Local       | Resultado  | Visitante   | Estadio          | Fecha            | Hora       |
| ----------- | ---------- | ----------- | ---------------- | ---------------- | ---------- |
| México      | 0 - 2      | Herediano   | Nacional         | 28 de julio      | 11:00      |
| Universidad | 1 - 1      | Alajuelense | "Pipilo" Umaña   | 1 de septiembre  | 11:00      |
| Saprissa    | 1 - 0      | Limonense   | Ricardo Saprissa | 8 de septiembre  | 11:00      |
| Cartaginés  | 7 - 0      | Ramonense   | "Fello" Meza     | 15 de septiembre | 11:00      |

| Jornada 18  | Jornada 18 | Jornada 18 | Jornada 18       | Jornada 18       | Jornada 18 |
| Local       | Resultado  | Visitante  | Estadio          | Fecha            | Hora       |
| ----------- | ---------- | ---------- | ---------------- | ---------------- | ---------- |
| Herediano   | 2 - 0      | Limonense  | Rosabal Cordero  | 21 de julio      | 11:00      |
| Alajuelense | 2 - 0      | Cartaginés | Morera Soto      | 28 de julio      | 11:00      |
| Ramonense   | 2 - 1      | México     | Guillermo Vargas | 29 de septiembre | 11:00      |
| Universidad | 2 - 4      | Saprissa   | "Pipilo" Umaña   | 10 de noviembre  | 11:00      |

| Jornada 19 | Jornada 19 | Jornada 19  | Jornada 19       | Jornada 19       | Jornada 19 |
| Local      | Resultado  | Visitante   | Estadio          | Fecha            | Hora       |
| ---------- | ---------- | ----------- | ---------------- | ---------------- | ---------- |
| Cartaginés | 1 - 2      | Universidad | "Fello" Meza     | 11 de agosto     | 11:00      |
| Saprissa   | 0 - 1      | Herediano   | Ricardo Saprissa | 18 de agosto     | 11:00      |
| Limonense  | 3 - 2      | Ramonense   | Juan Gobán       | 22 de septiembre | 11:00      |
| México     | 3 - 0      | Alajuelense | Nacional         | 6 de octubre     | 11:00      |

| Jornada 20  | Jornada 20 | Jornada 20 | Jornada 20       | Jornada 20   | Jornada 20 |
| Local       | Resultado  | Visitante  | Estadio          | Fecha        | Hora       |
| ----------- | ---------- | ---------- | ---------------- | ------------ | ---------- |
| Alajuelense | 4 - 0      | Limonense  | Morera Soto      | 11 de agosto | 11:00      |
| Universidad | 2 - 4      | México     | "Pipilo" Umaña   | 25 de agosto | 11:00      |
| Ramonense   | 0 - 3      | Herediano  | Guillermo Vargas | 25 de agosto | 11:00      |
| Cartaginés  | 2 - 1      | Saprissa   | "Fello" Meza     | 25 de agosto | 11:00      |

| Jornada 21 | Jornada 21 | Jornada 21  | Jornada 21       | Jornada 21       | Jornada 21 |
| Local      | Resultado  | Visitante   | Estadio          | Fecha            | Hora       |
| ---------- | ---------- | ----------- | ---------------- | ---------------- | ---------- |
| Saprissa   | 3 - 2      | Ramonense   | Ricardo Saprissa | 1 de septiembre  | 11:00      |
| Herediano  | 3 - 3      | Alajuelense | Rosabal Cordero  | 8 de septiembre  | 11:00      |
| México     | 2 - 2      | Cartaginés  | Nacional         | 15 de agosto     | 12:00      |
| Limonense  | 1 - 1      | Universidad | Juan Gobán       | 15 de septiembre | 11:00      |

| Jornada 22 | Jornada 22 | Jornada 22  | Jornada 22      | Jornada 22      | Jornada 22 |
| Local      | Resultado  | Visitante   | Estadio         | Fecha           | Hora       |
| ---------- | ---------- | ----------- | --------------- | --------------- | ---------- |
| México     | 0 - 2      | Saprissa    | Nacional        | 13 de octubre   | 11:00      |
| Limonense  | 2 - 2      | Cartaginés  | Juan Gobán      | 13 de octubre   | 11:00      |
| Herediano  | 5 - 0      | Universidad | Rosabal Cordero | 30 de octubre   | 20:00      |
| Ramonense  | 1 - 1      | Alajuelense | Nacional        | 13 de noviembre | 20:00      |

| Jornada 23  | Jornada 23 | Jornada 23  | Jornada 23       | Jornada 23      | Jornada 23 |
| Local       | Resultado  | Visitante   | Estadio          | Fecha           | Hora       |
| ----------- | ---------- | ----------- | ---------------- | --------------- | ---------- |
| Cartaginés  | 0 - 0      | Herediano   | "Fello" Meza     | 6 de octubre    | 11:00      |
| Saprissa    | 1 - 1      | Alajuelense | Ricardo Saprissa | 27 de octubre   | 11:00      |
| Universidad | 2 - 0      | Ramonense   | "Pipilo" Umaña   | 24 de noviembre | 11:00      |
| México      | 2 - 3      | Limonense   | Nacional         | 24 de noviembre | 11:00      |

| Jornada 24  | Jornada 24 | Jornada 24  | Jornada 24       | Jornada 24      | Jornada 24 |
| Local       | Resultado  | Visitante   | Estadio          | Fecha           | Hora       |
| ----------- | ---------- | ----------- | ---------------- | --------------- | ---------- |
| Limonense   | 0 - 1      | Saprissa    | Juan Gobán       | 6 de octubre    | 11:00      |
| Alajuelense | 3 - 0      | Universidad | Morera Soto      | 13 de octubre   | 11:00      |
| Herediano   | 0 - 2      | México      | Rosabal Cordero  | 10 de noviembre | 11:00      |
| Ramonense   | 2 - 3      | Cartaginés  | Guillermo Vargas | 10 de noviembre | 11:00      |

| Jornada 25 | Jornada 25 | Jornada 25  | Jornada 25       | Jornada 25     | Jornada 25 |
| Local      | Resultado  | Visitante   | Estadio          | Fecha          | Hora       |
| ---------- | ---------- | ----------- | ---------------- | -------------- | ---------- |
| Saprissa   | 1 - 0      | Universidad | Ricardo Saprissa | 3 de noviembre | 11:00      |
| Cartaginés | 0 - 1      | Alajuelense | "Fello" Meza     | 3 de noviembre | 11:00      |
| Limonense  | 2 - 1      | Herediano   | Juan Gobán       | 3 de noviembre | 11:00      |
| México     | 2 - 1      | Ramonense   | Nacional         | 3 de noviembre | 11:00      |

| Jornada 26  | Jornada 26 | Jornada 26 | Jornada 26       | Jornada 26      | Jornada 26 |
| Local       | Resultado  | Visitante  | Estadio          | Fecha           | Hora       |
| ----------- | ---------- | ---------- | ---------------- | --------------- | ---------- |
| Alajuelense | 3 - 1      | México     | Morera Soto      | 16 de octubre   | 20:00      |
| Herediano   | 0 - 0      | Saprissa   | Nacional         | 20 de octubre   | 11:00      |
| Ramonense   | 3 - 1      | Limonense  | Guillermo Vargas | 27 de octubre   | 11:00      |
| Universidad | 3 - 1      | Cartaginés | "Pipilo" Umaña   | 17 de noviembre | 11:00      |

| Jornada 27   | Jornada 27 | Jornada 27  | Jornada 27       | Jornada 27      | Jornada 27 |
| Local        | Resultado  | Visitante   | Estadio          | Fecha           | Hora       |
| ------------ | ---------- | ----------- | ---------------- | --------------- | ---------- |
| México       | 1 - 1      | Universidad | Nacional         | 9 de octubre    | 20:00      |
| Herediano    | 3 - 1      | Ramonense   | Rosabal Cordero  | 13 de octubre   | 11:00      |
| Limonense    | 2 - 1      | Alajuelense | Juan Gobán       | 17 de noviembre | 11:00      |
| Saprissa (C) | 2 - 0      | Cartaginés  | Ricardo Saprissa | 20 de noviembre | 20:00      |

| Jornada 28  | Jornada 28 | Jornada 28 | Jornada 28       | Jornada 28      | Jornada 28 |
| Local       | Resultado  | Visitante  | Estadio          | Fecha           | Hora       |
| ----------- | ---------- | ---------- | ---------------- | --------------- | ---------- |
| Universidad | 1 - 2      | Limonense  | "Pipilo" Umaña   | 20 de octubre   | 11:00      |
| Cartaginés  | 2 - 0      | México     | "Fello" Meza     | 27 de octubre   | 11:00      |
| Alajuelense | 2 - 1      | Herediano  | Nacional         | 6 de noviembre  | 20:00      |
| Ramonense   | 1 - 1      | Saprissa   | Guillermo Vargas | 17 de noviembre | 11:00      |

## Estadísticas

### Tabla de goleadores
Lista con los máximos anotadores de la temporada.
| Pos. | Jugador           | Equipo      | Goles |
| ---- | ----------------- | ----------- | ----- |
| 1.º  | Fernando Montero  | Herediano   | 19    |
| 2.º  | Odir Jacques      | Saprissa    | 13    |
| 3.º  | Asdrúbal Paniagua | Saprissa    | 12    |
| =    | William Salgado   | México      | 12    |
| 5.º  | Carlos Solano     | Saprissa    | 11    |
| =    | Roy Sáenz         | Alajuelense | 11    |